# Pierwszy rząd José Maríi Aznara

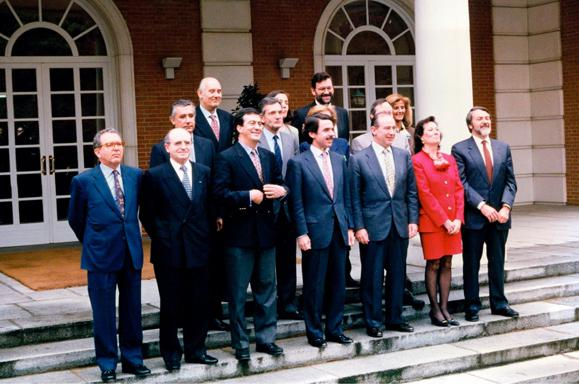
Rząd José Maríi Aznara (1996)

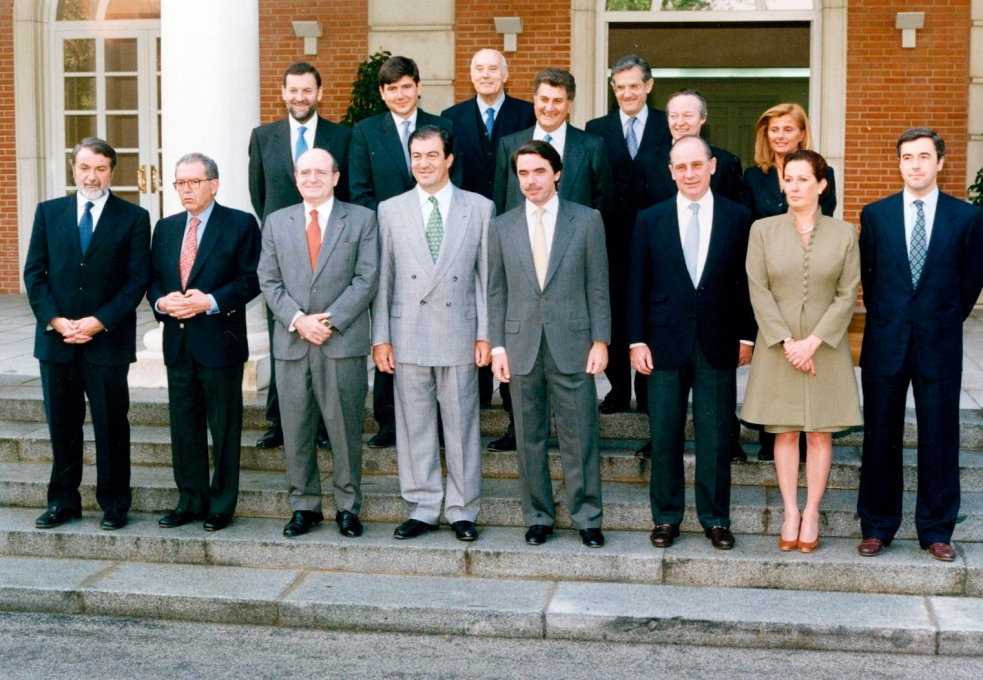
Rząd José Maríi Aznara (1999)

Pierwszy rząd José Maríi Aznara – rząd Królestwa Hiszpanii funkcjonujący od maja 1996 do kwietnia 2000.
Gabinet powstał po wyborach w 1996, które wygrała Partia Ludowa, uzyskując 156 mandatów w 350-osobowym Kongresie Deputowanych. Zastąpił czwarty rząd Felipe Gonzáleza. José María Aznar został zatwierdzony na urzędzie premiera, za jego powołaniem zagłosowali również posłowie Konwergencji i Unii, Koalicji Kanaryjskiej oraz Nacjonalistycznej Partii Basków. Powołanie rządu zakończyło czternastoletnią dominację socjalistów Felipe Gonzáleza. Gabinet funkcjonował przez całą czteroletnią kadencję, a po kolejnych wyborach, w których ludowcy odnieśli ponownie zwycięstwo, w kwietniu 2000 został zastąpiony przez drugi rząd dotychczasowego premiera.

## Skład rządu
- Premier: José María Aznar
- Pierwszy wicepremier, minister ds. prezydencji: Francisco Álvarez-Cascos
- Drugi wicepremier, minister gospodarki i finansów: Rodrigo Rato
- Minister spraw zagranicznych: Abel Matutes
- Minister sprawiedliwości: Margarita Mariscal de Gante
- Minister obrony: Eduardo Serra Rexach
- Minister spraw wewnętrznych: Jaime Mayor Oreja
- Minister robót publicznych: Rafael Arias-Salgado
- Minister edukacji i kultury: Esperanza Aguirre (do 1999), Mariano Rajoy (od 1999)
- Minister pracy i spraw społecznych: Javier Arenas (do 1999), Manuel Pimentel (od 1999 do 2000), Juan Carlos Aparicio (od 2000)
- Minister przemysłu i energii: Josep Piqué
- Minister rolnictwa, rybołówstwa i żywności: Loyola de Palacio (do 1999), Jesús Posada (od 1999)
- Minister administracji publicznej: Mariano Rajoy (do 1999), Ángel Acebes (od 1999)
- Minister zdrowia i konsumentów: José Manuel Romay Beccaría
- Minister środowiska: Isabel Tocino